# Casa dell'Energia e dell'Ambiente
La casa dell'Energia e dell'Ambiente è una sottostazione elettrica parzialmente destinata agli scopi sociali della Fondazione AEM che si trova in piazza Po, a Milano.

## Storia
L'area, un tempo occupata dai binari che collegavano la stazione di Porta Genova allo scalo di piazza Sempione, venne liberata per la costruzione di un canile municipale che negli anni '30 viene abbattuto per fare spazio ad una sottostazione elettrica di AEM in grado di soddisfare i bisogni di una città in crescita, che viene completata nel 1935.
Gravemente danneggiata dai bombardamenti alleati nella seconda guerra mondiale, venne ricostruita nel dopoguerra su progetto dell'Ufficio Tecnico Comunale: lo stile scelto, razionalista e vicino alla cultura architettonica mitteleuropea, si mostrerà in netto contrasto con la Sede direzionale AEM ricostruita da Antonio Cassi Ramelli, che divenne il modello prevalente per le altre sottostazioni ambrosiane.
Dal 2007 è sede della Fondazione AEM, ospitata nelle vecchie officine meccaniche: ha avuto al suo interno sino al 2020 la sezione didattica dedicata agli studenti delle scuole, mentre dal 2022 ospita l'AEMuseum, museo d'industria dedicato al patrimonio aziendale.